# La Rosaleda
Estadio La Rosaleda (eller bare La Rosaleda) er et fodboldstadion i Málaga i spanske provins Andalusien, der er hjemmebane for La Liga-klubben Málaga CF. Stadionet har plads til 28.963 tilskuere, og alle pladser er siddepladser.

## Historie
La Rosaleda blev bygget i 1941, og gennemgik fra 2001 til 2006 en større renovering der fik stadionet op på sin nuværende kapacitet. Det blev benyttet under VM i fodbold 1982, hvor 3 kampe blev spillet her.

## Eksterne links
- Stadionprofil Arkiveret 11. september 2005 hos  Wayback Machine

36°44′2.73″N 4°25′35.12″V / 36.7340917°N 4.4264222°V